# Руська Поляна (Україна)
Ру́ська Поля́на — село в Україні, в Черкаському районі Черкаської області, центр Русько-Полянської сільської громади. За переписом 2001 року в селі мешкало 7908
осіб, це 15-е за кількістю жителів село України.

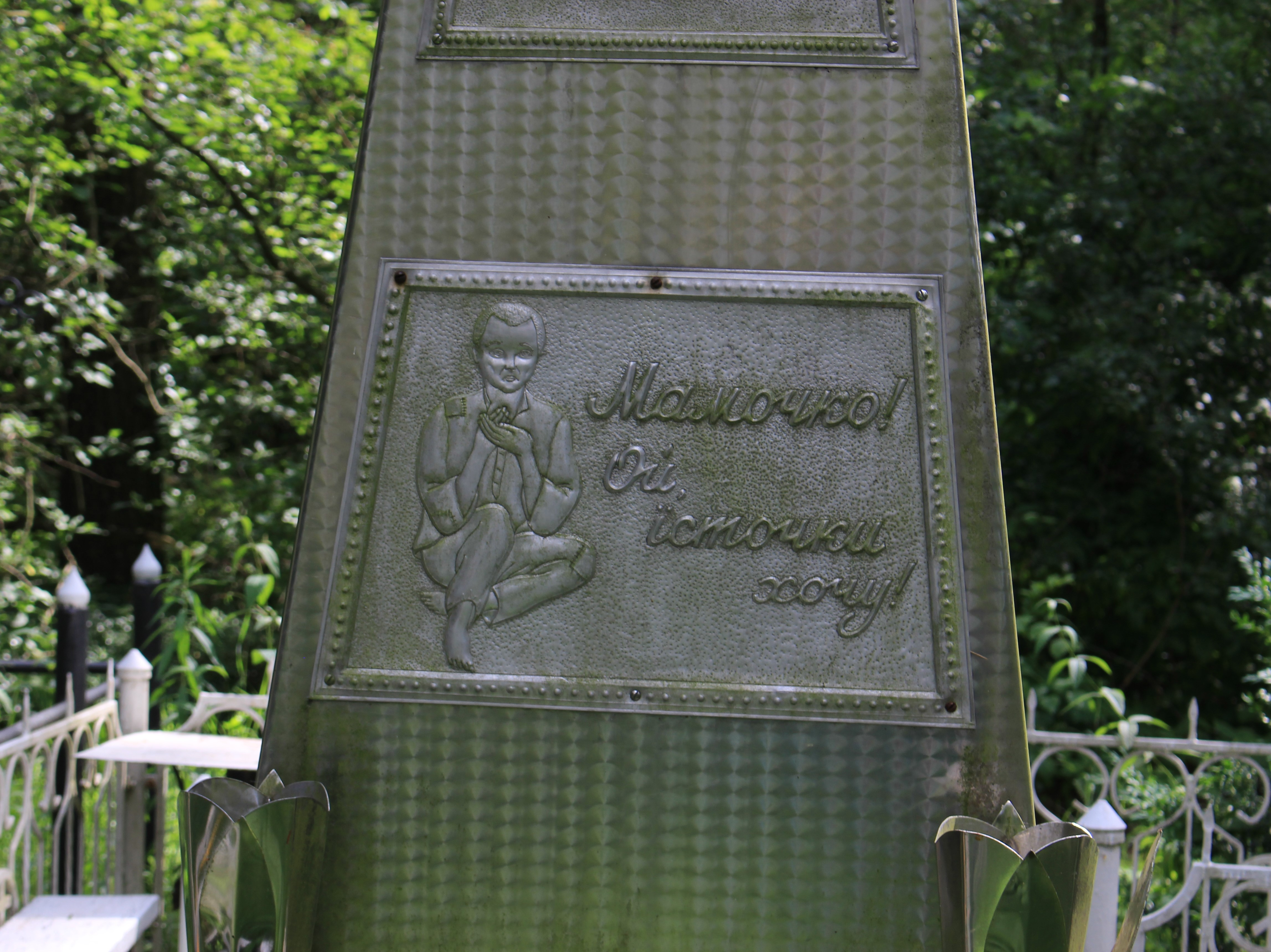

## Історія
Найраніше свідчення про Руську Поляну міститься в «Люстраціях (описах) володінь Речі Посполитої воєводства Київського, Подільського і Брацлавського» 1622 року. Ймовірно, перші православні поселенці побудували тут церкву, тому що за документами бачимо: в 1745 поруч зі старою, давньою, закладалася нова церква, освячена на честь Іллі-пророка. Через сто років, в 1851, на її місці з'явилася інша Іллінська церква, також дерев'яна, що також простояла майже століття. А в 1950 році на тому самому місці жителі вибудували цегельний клуб. Нині діюча Іллінська церква виросла зі стін старої хати, купленої церковною громадою наприкінці 1980-х.

### Історія (З 1923 по 1997 рр.)
Перша сільськогосподарська артіль була створена 16.07.1923 р., в 1929 р. існувало вісім колективних господарств; в 1950 р. колгоспи об“єдналися в один – “Зоря комунізму”.
З 1982 по 1990 рр. колгосп було реорганізавно в радгосп системи “Плодоовочгосп”, потім – утворено КСП, землі якого було розпайовано в 1997 р. У тому ж році утворено СТОВ ”Зоря”.
Роком заснування меблевого комбінату вважається 1927 р. У 1956 р. цехи меблевиків об’єдналися в артіль “Перше Травня”, яку в 1959 р. реорганізовано в державний меблевий комбінат, що з 1994 року став ВАТ ”Руськополянський меблевий комбінат”, а з 2012 року – ПАТ «Руськополянський меблевий комбінат».
В 1928 р. організовано Руськополянське лісництво.
В 1890 р. засновано церковно-приходську школу, яка дала початок загальноосвітній школі № 2, а в 1908 р. – двокласну народну школу, нині загальноосвітня школа № 1.
Кваліфіковане медичне обслуговування населення бере початок з 1900 року, коли почав працювати один фельдшер і була відкрита аптека.
У 1936 р. було відкрито клуб і створено колектив фізкультури. В 1952 році побудовано приміщення Будинку культури – одне з перших в колишньому СРСР.
У 1954 р. прокладено перші магістральні водопроводи та побудовано три артезіанські свердловини, що дало початок централізованому водопостачанню.
У 1957 р. на території сільської ради відкрито обласний дитячий санаторій “Руська Поляна”.
З 1965 до 1990 року населений пункт мав статус селища міського типу. 

### Походження назви
Є кілька версій щодо походження назви села. Але найбільш історично обґрунтованою може бути та, що виходить із зв’язки назв: росів – жителів долин річок Росі та Росави і полян – племен Середнього Подністров’я. До цієї версії схильні відомі краєзнавці Черкащини.

## Населення

### Мовний склад
Рідна мова населення за даними перепису 2001 року:
| Мова       | Чисельність, осіб | Доля     |
| ---------- | ----------------- | -------- |
| Українська | 7 657             | 96,83 %  |
| Російська  | 222               | 2,81 %   |
| Інше       | 29                | 0,36 %   |
| Разом      | 7 908             | 100,00 % |

## Пам'ятки

Пам'ятник воїнам Другої світової війни

### Пам'ятники
За свідченнями старожилів колись біля земської школи знаходився пам'ятник Миколі Другому, зруйнований революцією 1917-го.

### Пам'ятки природи
- Русько-Полянський приболотний заказник — ландшафтний заказник місцевого значення .

## Назви вулиць
16 липня 2014 року сільрада Руської Поляни ухвалила рішення про перейменування низки вулиць, що носили імена радянських діячів. Чотири вулиці назвали на честь українських прикордонників, що загинули під час обстрілу терористами їхньої колони біля міста Маріуполь 14 червня 2014 року, під час проведення АТО на Донбасі.
| Стара назва   | Нова назва                  |
| ------------- | --------------------------- |
| Леніна        | вулиця Небесної Сотні       |
| Крупської     | вулиця Героїв Чорнобиля     |
| Дзержинського | вулиця Володимира Гречаного |
| Форостяна     | вулиця Сергія Єпіфанова     |
| Постишева     | вулиця Віталія Вінніченка   |
| Фрунзе        | вулиця Миколи Зайцева       |

## Відомі мешканці
- Андрієнко Василь Миколайович — директор Державного департаменту пожежної безпеки, генерал-майор служби цивільного захисту, керівник Інституту державного управління у сфері цивільного захисту, кандидат історичних наук, доцент.[6]
- Букша Ігор Федорович — член-кореспондент ЛАН України, кандидат сільськогосподарських наук, старший науковий співробітник, завідувач лабораторії моніторингу і сертифікації лісів Українського ордена «Знак пошани» науково-дослідного інституту лісового господарства та агролісомеліорації ім. Г. М. Висоцького (УкрНДІЛГА); перший заступник директора УкрНДІЛГА, заступник голови вченої Ради, автор понад 200 наукових праць, лауреат Державної премії України в галузі науки і техніки (2013).
- Гирич Віктор Сергійович — заслужений діяч мистецтв України, директор, головний режисер Київського театру юного глядача.
- Гладун Ольга Дмитрівна — кандидат мистецтвознавства, доцент, автор понад 50 наукових публікацій, є упорядником наукових видань, каталогів з графічного дизайну та музейних колекцій, директор Черкаського художнього музею.
- Коваленко Іван Олексійович — Заслужений лікар України, Головний лікар Черкаської обласної стоматологічної поліклініки.
- Крижанівська Тетяна Миколаївна — заслужена артистка України, актриса Черкаського театру імені Т. Шевченка;
- Лонська Людмила Іванівна — кандидат філологічних наук, доцент кафедри української філології та прикладної лінгвістики, заступник директора з наукової роботи ННІ та соціальних комунікацій Черкаського національного університету ім. Богдана Хмельницького, автор 60 статей та 4 навчальних посібників.
- Мережко Віктор Іванович — заслужений діяч мистецтв Росії, відомий сценарист, кінорежисер, лауреат Державної премії СРСР, відомий в минулому ведучий телепередач «Кінопанорама» і «Моє кіно».
- Мережко Юрій Іванович — доктор технічних наук, академік Міжнародної академії комп'ютерних систем, професор кафедри обчислювальної техніки і прикладної математики Дніпропетровського ордена Трудового Червоного Прапора гірничого інституту ім. Артема.
- Нестуля Олексій Олексійович — ректор Полтавського університету споживчої кооперації України (ПУСКУ), завідувач кафедри філософії і політології, головний редактор «Наукового вісника» Полтавського університету споживчої кооперації, Заслужений працівник освіти України, доктор історичних наук, професор, академік української Академії історичних наук, член правління Всеукраїнської спілки краєзнавців, автор понад 150 опублікованих наукових праць, з них 6 монографій, керівник наукової школи з дослідження пам'яток та культурних цінностей кооперації України, член редакційної колегії наукового журналу «Археологічний літопис Лівобережної України», лауреат Державної премії у галузі науки і техніки (2008).
- Перепелиця Сергій Іванович — полковник, заступник начальника Навчального центру орденів Кутузова, Суворова, Олександра Невського по роботі з особовим складом; відзначений державною нагородою — медаллю «За службу Україні», відомчою нагородою «За мужність в охороні кордону».
- Пономаренко Лідія Олександрівна — Заслужений діяч мистецтв України, режисер-постановник Черкаської обласної філармонії.
- Стадник Олександр Іванович — народний артист України, композитор.
- Чайкін Володимир Матвійович — член товариства художників Росії, учасник міжнародних виставок.
- Чигирин Юлій Федорович (1935—1962) — інженер-залізничник, кавалер ордена Червоної Зірки.
- Шраменко Володимир Миколайович — генерал-майор, з 57 років, які він прожив, — 36 віддав армії.
- Шраменко Володимир Павлович — кандидат технічних наук, професор Харківської академії залізничного транспорту, «Відмінник освіти України» (2005), Почесний залізничник, автор 60 друкованих праць, в тому числі — 10 посібників. Співпрацює з державними університетами шляхів сполучення Росії (Москва, Бєлгород, Самара).
- Шраменко Іван Федорович — лауреат Державної премії України в галузі науки (2006), кандидат геолого-мінералогічних наук, вчений секретар Інституту геохімії оточуючого середовища НАН і МНС України.
- Шраменко Микола Дмитрович — Заслужений артист України, соліст Українського державного народного хору імені Г. Верьовки.
- Скачко Роман Сафонович – завідуючий Руськополянського колгоспу «Зоря комунізму». Був нагороджений орденом Леніна.
- Швед Ганна Мусіївна – свинарка Руськополянського колгоспу «Зоря комунізму». Нагородженна зіркою « Герой Соціалістичної Праці»